# Trisetella fissidens
Trisetella fissidens är en orkidéart som beskrevs av Carlyle August Luer och Alexander Charles Hirtz. Trisetella fissidens ingår i släktet Trisetella och familjen orkidéer. Inga underarter finns listade i Catalogue of Life.